# Calyptochloa gracillima
Calyptochloa gracillima är en gräsart som beskrevs av Charles Edward Hubbard. Calyptochloa gracillima ingår i släktet Calyptochloa och familjen gräs. Inga underarter finns listade i Catalogue of Life.

## Bildgalleri

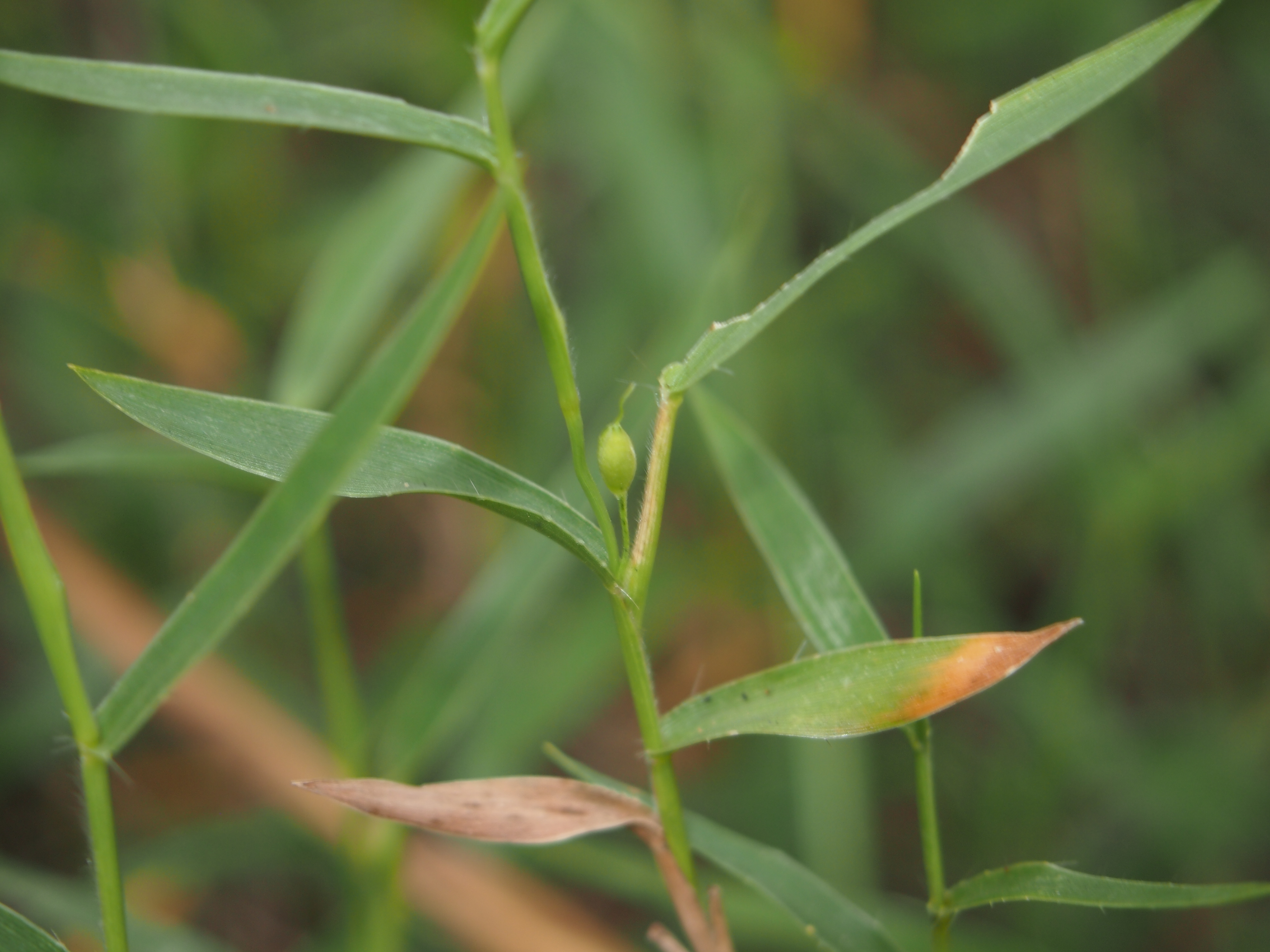
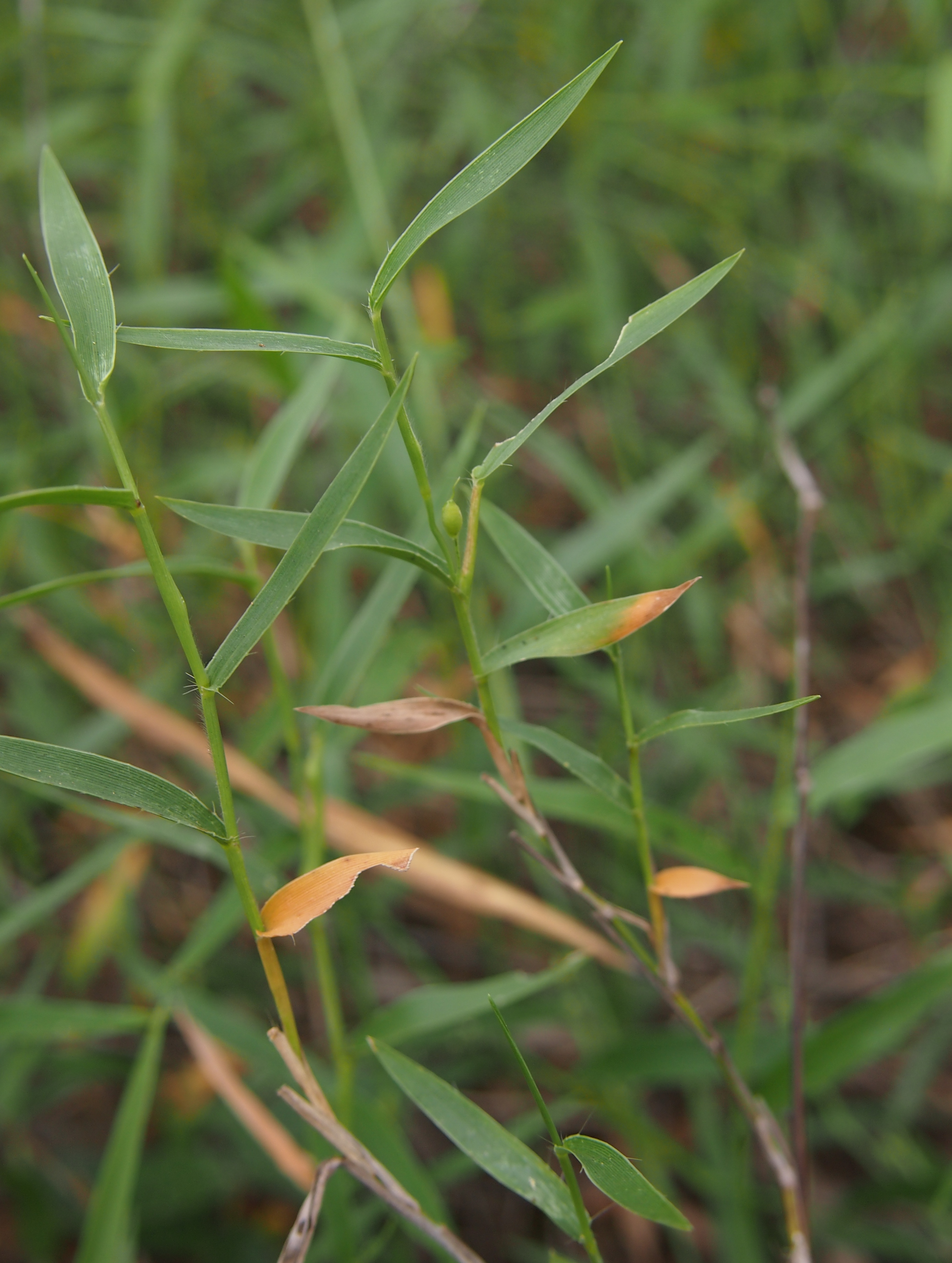
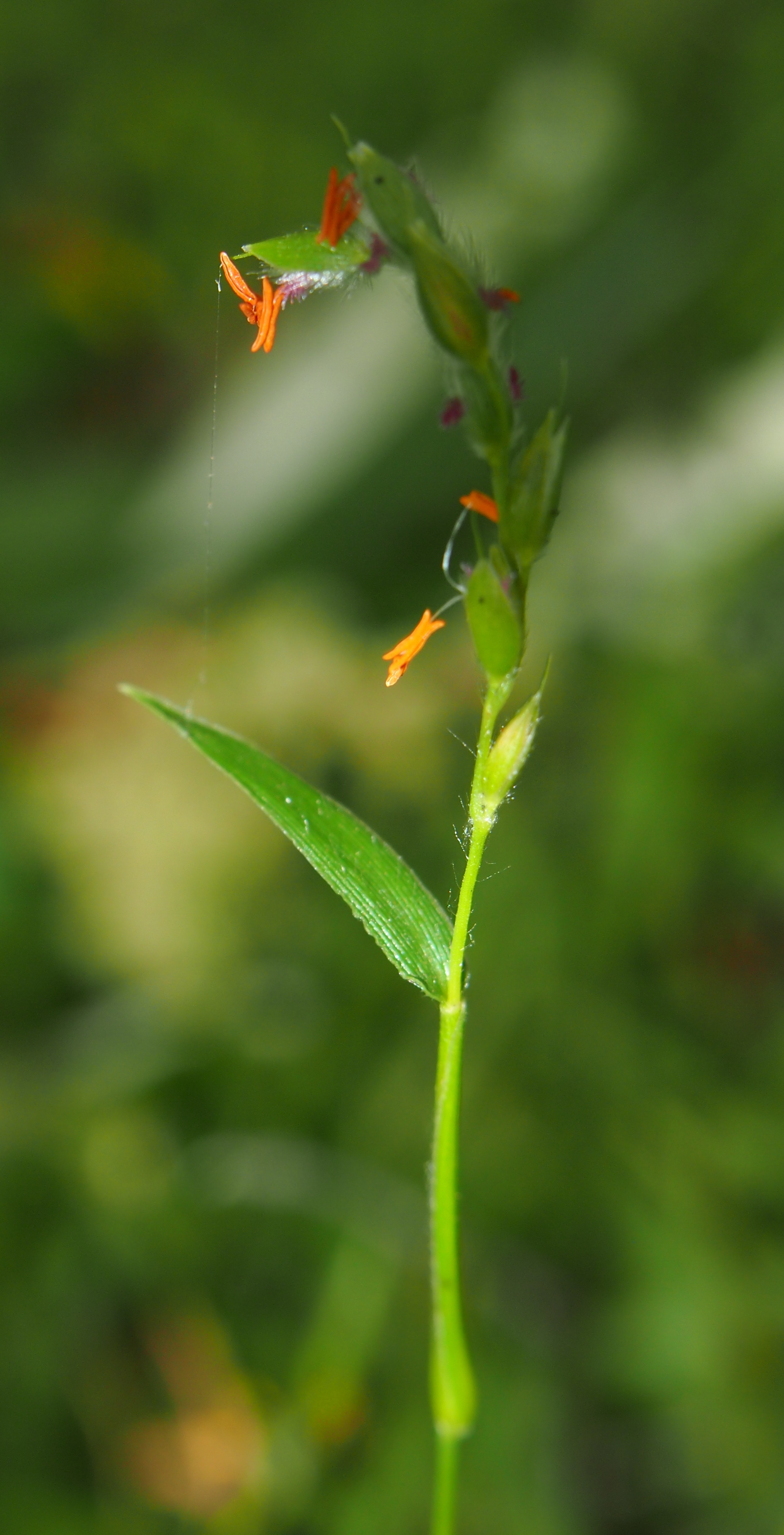
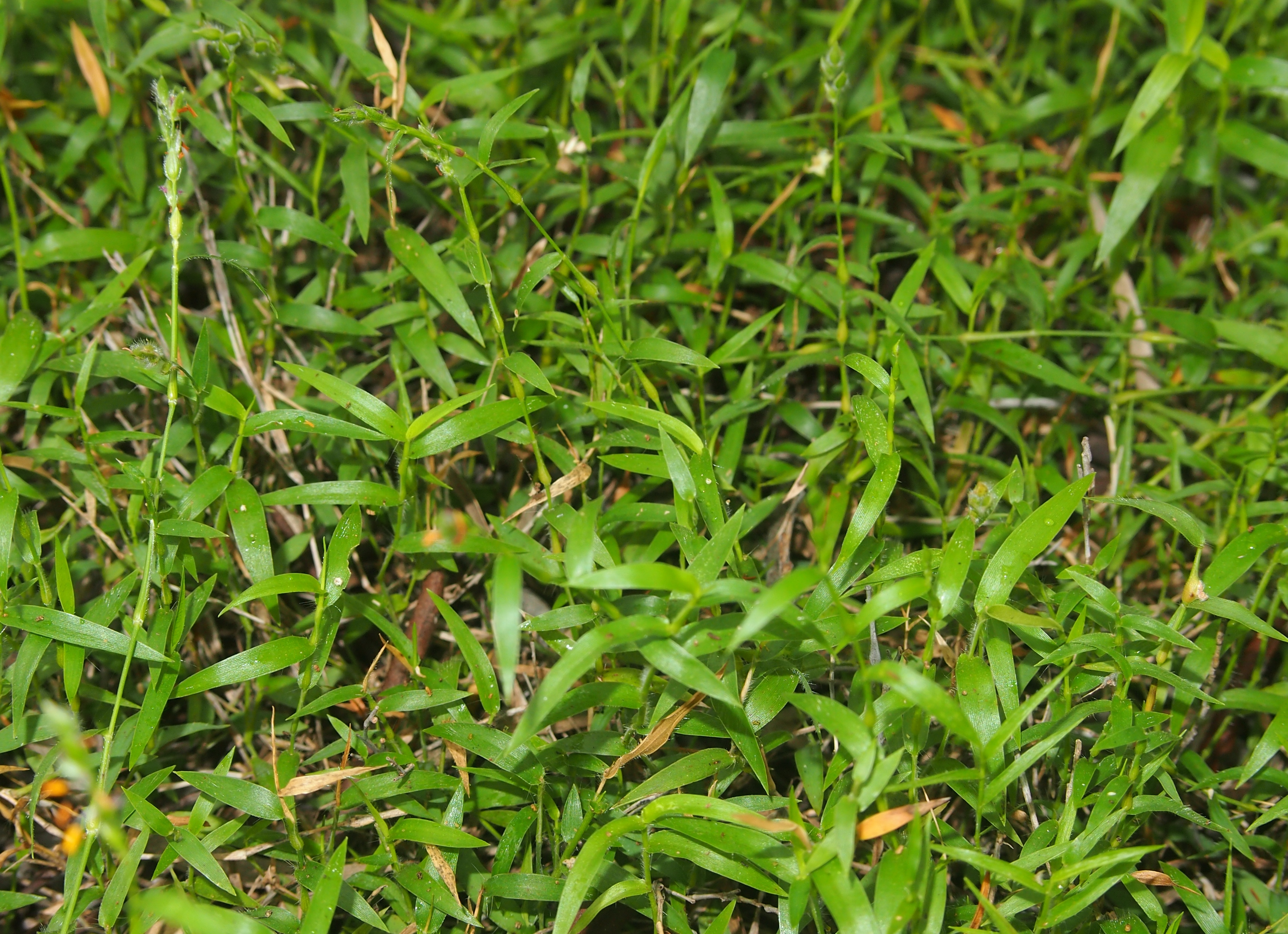